# Rio Ararapira
Der Rio Ararapira ist ein Fluss im äußersten Westen des brasilianischen Bundesstaats Paraná. Er entsteht im Munizip Guaraqueçaba auf 12 m Meereshöhe. Er mündet 7 km südlich davon zwischen den Munizipien Guaraqueçaba und Cananéia in den Atlantik. Seine Länge beträgt 23 km. Er wird auch Canal do Varadouro genannt.

## Etymologie und Geschichte
Auf Karten und in Urkunden früher Kolonialzeiten wird der Fluss als Indaiahy oder Rio do Indaiás bezeichnet. Er markierte die Grenze zwischen den verfeindeten Völkern der Tupi und der Carijós.
Als am 26. Dezember 1648 das Munizip Paranaguá gegründet wurde, diente der Fluss als Grenze zwischen dem neuen und dem Munizip Cananéia.
Zwischen seinem Ursprung und dem Ursprung des in Richtung Südwesten zur Bucht von Paranaguá fließenden Flusses lagen nur einige hundert Meter. Die beiden Flüsse wurden für den Transport von Waren und Passagieren zwischen Paranaguá und Cananéia genutzt. Auf der kurzen Strecke wurden die Boote über Land geschleift, während die Waren von Trägern auf dem Kopf getragen wurden. Der Umladehafen wurde Porto do Varadouro genannt. Der portugiesische Begriff varar bedeutet aufs Trockene setzen, stranden, der davon abgeleitete Begriff varadouro wird mit Werft übersetzt.
Im Jahr 1820 nahmen Anwohner den Durchstich vor. Damit wurde ein großer Teil des Flusslaufs kanalisiert, was dazu führte, dass der Fluss gelegentlich auch Canal do Varadouro genannt wird.

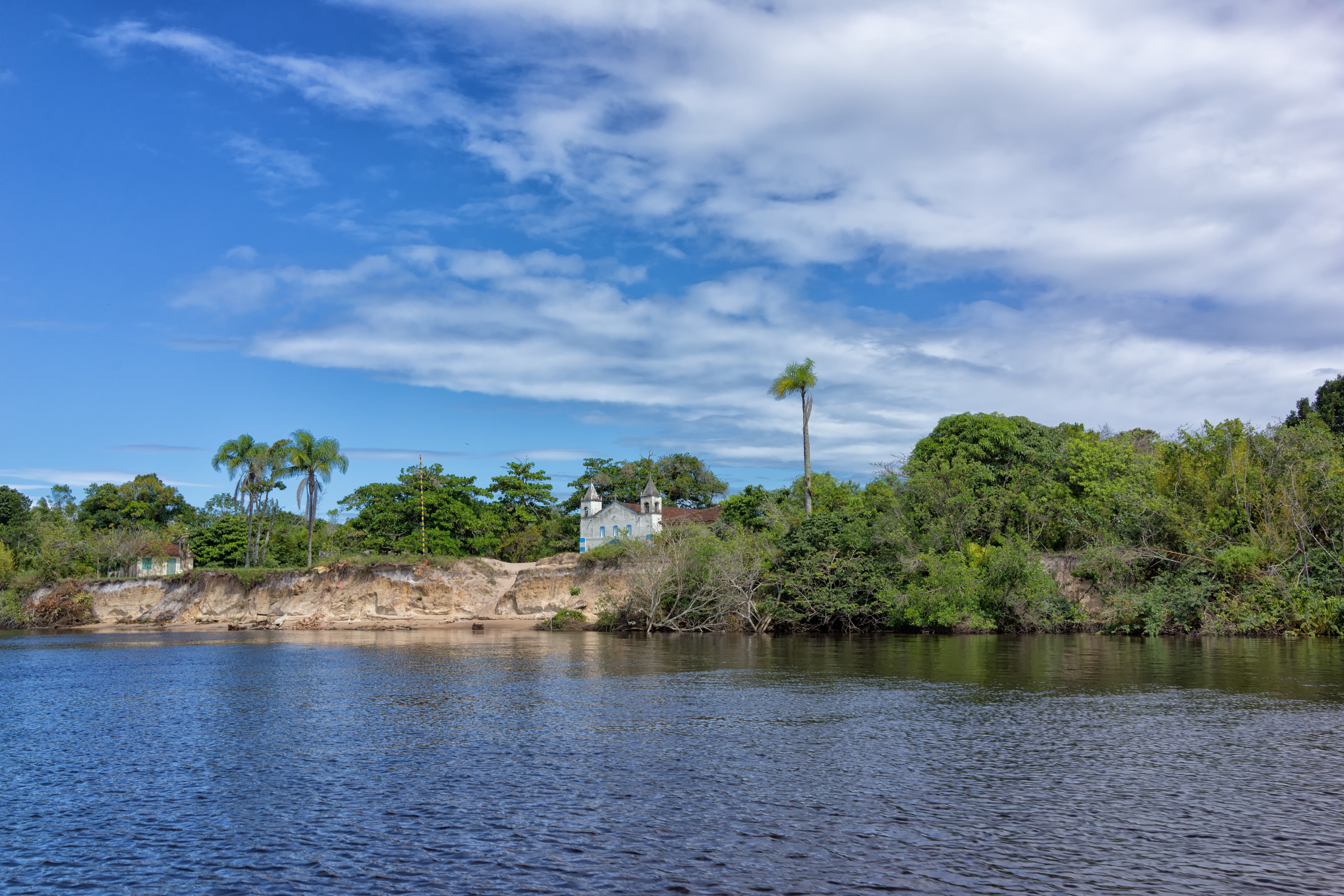
Hochufer des Flusses mit der Kirchenruine der Geisterstadt Ararapira

Bis 1920 verlief die Grenze zwischen São Paulo und Paraná in der Mitte der Varadouro-Landenge, so dass der Fluss zum großen Teil und die Siedlung Ararapira ganz zu São Paulo gehörten. Erst am 15. Juni 1920 wurde die strittige Grenzfrage geklärt, der Präsident Brasiliens entschied zum Unmut der Bewohner von Ararapira, dass die Grenze in der Mitte des Flusslaufs zu verlaufen hatte. Damit verloren sie  ihre Verbindung zur Außenwelt, die für den Transport ihrer Ernten, vorwiegend Reis, erforderlich war und bis dahin von der Companhia Fluvial mit einer Linienverbindung nach Cananéia hergestellt wurde. Mit dem ersatzlosen Wegfall der Subventionen des Staats São Paulo wurde die Schiffsverbindung mangels Wirtschaftlichkeit eingestellt. Die Bewohner siedelten ans andere Flussufer um und gründeten dort die neue Siedlung Ariri im Munizip Cananéia.

## Geografie

### Lage und Verlauf
Das Einzugsgebiet des Rio Ararapira befindet sich in der Küstenebene von Paraná. Sein Ursprung liegt im Munizip Guaraqueçaba auf 12 m Meereshöhe im Canal do Varadouro. Der Fluss verläuft zunächst in nordöstlicher Richtung bis zum Weiler Ariri (Distrikt von Cananéia). Dann fließt er in einem Doppelbogen nach Südosten bis zur heutigen Geisterstadt Ararapira. Ab hier verläuft er zwischen der Landzunge der Ilha do Cardoso und der Ilha do Superagui bis zu seiner Mündung in den Atlantik bei Barra do Ararapira (Distrikt von Cananéia) in südwestlicher Richtung. Seine Mündung liegt nur sieben Kilometer von seinem Ursprung entfernt. Er ist etwa 23 km lang.

## Tourismus
Der Fluss wird gern für Freizeitaktivitäten wie Wassersport oder Sportangeln genutzt. Anziehungspunkt ist auch die Vila Fantasma de Ararapira.

## Schutzgebiete
Der Rio Ararapira verläuft zwischen den Schutzgebieten des Parque Nacional do Superagui in Paraná und des Parque Estadual da Ilha do Cardoso im Staat São Paulo.